# Saunders A.14
El Saunders A.14 fue un avión de pruebas para el nuevo método de construcción de casco metálico de Saunders, un Supermarine Southampton equipado con el fuselaje de Saunders. Los métodos probados funcionaron lo suficientemente bien como para ser utilizados en la producción de hidrocanoass SARO entre 1928 y 1938.

## Desarrollo
Tras el decepcionante fracaso del Valkyrie en conseguir encargos, quedó claro que los hidrocanoass tradicionales de Saunders con casco de madera estaban obsoletos. El Saunders A.14, a veces conocido como el "Metal Hull", fue un avión único para probar el innovador diseño de casco metálico de Saunders. Esta construcción de casco se utilizó en todos los hidrocanoas Saunders y Saunders-Roe diseñados hasta aproximadamente 1935: el A.7, el Cutty Sark, el Cloud, el Windhover y el London. Para evitar el esfuerzo de diseñar un avión completo para probar su nuevo diseño de casco, Saunders obtuvo un contrato conjunto con Supermarine para equipar un Supermarine Southampton Mk.II estándar con un casco Saunders. Por lo tanto, al igual que el Southampton, el A.14 era un gran biplano bimotor de tres empenajes.
Saunders se esforzó por simplificar la construcción del casco, en parte para reducir costes y en parte porque los artesanos de la compañía eran predominantemente expertos en el trabajo con madera, más que con metal. El diseñador del A.14, Henry Knowler, introdujo dos innovaciones: una estructural y otra hidrodinámica. Otros fabricantes habían reforzado sus cascos con larguerillos longitudinales remachados al interior. Estos requerían mucho remachado y también detalles mecánicos complejos en su unión con las cuadernas transversales. El diseño de Knowler sustituyó los larguerillos internos por corrugaciones externas en el revestimiento del casco, que no requerían remachado y evitaban la intersección entre el larguerillo y la cuaderna. Estaban separados por unas pulgadas, de modo que (a cada lado) había cinco sobre el lomo y cuatro en el fondo de planeo de dos redientes. La novedad hidrodinámica era menos sutil: la mayoría de los hidrocanoas habían utilizado cascos cuya sección transversal se curvaba hacia afuera desde la quilla en lugar de adoptar una simple forma de V, principalmente para reducir las salpicaduras "sucias" ascendentes. Estas formas de casco requerían paneles metálicos conformados de doble curvatura, en lugar de simplemente doblados. Para evitar esta complicación, Knowler utilizó un casco en forma de V de una sola curvatura, más estrecho que el casco superior en los lomos, rellenando el hueco con láminas horizontales. El casco se construyó en duraluminio con revestimiento de Alclad. Internamente, el nuevo casco era más espacioso que el del Southampton Mk.II con casco metálico, con una manga más ancha. El fuselaje del Saunders era un poco más corto que el del Supermarine, aproximadamente 30 cm y también más ligero a juzgar por los pesos en vacío totales de los dos aviones (4023 kg para el A.14, 4398 kg para el Southampton). Sin duda, el Southampton tenía líneas más elegantes, con el fuselaje redondeado elevándose suavemente hacia la cola, en contraste con la forma de flancos planos y escalonados del A.14. Ambos aviones alcanzaron velocidades máximas casi idénticas, lo que confirmaba la estimación de Knowler de que la inevitable resistencia adicional de las corrugaciones externas sería insignificante a las bajas velocidades de estos hidroaviones biplano.
El alojamiento de la tripulación era similar al del Valkyrie y al del Southampton, con cabinas abiertas en tándem con doble control por delante de las alas, una posición para el artillero en el extremo frontal y dos cabinas artilladas dorsales escalonadas por detrás de las alas. Dado que el A.14 se diseñó como demostrador de casco, probablemente nunca se instaló el armamento.

## Historia operacional
El A.14 voló por primera vez a finales de 1928, pero no llegó al Establecimiento Experimental de Aeronaves Marinas hasta marzo de 1930. El nuevo fondo de planeo en forma de V estaba "limpio" al despegar, con escasas salpicaduras. Para julio, tras casi 50 horas de vuelo, la nueva estructura mostraba signos de debilidad, con ligeras deformaciones visibles en el fondo, justo por delante del rediente principal. En octubre, con un total de 75 horas en el aire, el pandeo era más evidente y el fondo de planeo tuvo que reforzarse localmente con larguerillos internos. Esta debilidad afectó a todos los hidrocanoas Saro posteriores hasta el London. No obstante, el A.14 había demostrado que el método corrugado funcionaba, aunque con algunas deficiencias, y los aviones Saro se construyeron de esa manera hasta que el último Saro London dejó los talleres en 1938, diez años después del primer vuelo del A.14.

## Especificaciones
Referencia datos: London 1988 p.75

### Características generales
- Tripulación: Cinco
- Longitud: 14,8 m (48,7 ft)
- Envergadura: 22,9 m (75 ft)
- Altura: 5,7 m (18,7 ft)
- Superficie alar: 134,5 m² (1447,8 ft²)
- Peso vacío: 3946 kg (8697 lb)
- Peso cargado: 6350 kg (13 995,4 lb) (carga normal)
- Planta motriz: 2× motor lineal de 12 cilindros en W refrigerado por agua Napier Lion VA.
  - Potencia: 370 kW (510 HP; 503 CV) cada uno.
- Hélices: Bipala de madera de paso fijo

### Rendimiento
- Velocidad máxima operativa (Vno): 156 km/h (97 MPH; 84 kt)
- Velocidad crucero (Vc): 140 km/h (87 MPH; 76 kt)
- Alcance: 965 km (521 nmi; 600 mi) (6,5 h)
- Techo de vuelo: 2590 m (8497 ft)
- Régimen de ascenso: 2 m/s (394 ft/min)

## Aeronaves relacionadas

### Desarrollos relacionados
- Supermarine Southampton
- Saro Severn
- Saro London

### Aeronaves similares
- Vickers Valentia

### Secuencias de designación
- Secuencia A._ (interna de Saunders): ← A.4 Medina - A.7 Severn - A.10 - A.14 - A.17 Cutty Sark - A.19 Cloud - A.21 Windhover →